# The Bat!
The Bat! (англ. Bat — летучая мышь) — программа для работы с электронной почтой для ОС Windows. Разрабатывается молдавской компанией Ritlabs.

## Возможности
Имеет много возможностей для сортировки писем, а также обладает системой для подключения дополнительных модулей расширения (плагинов), предназначенных для защиты от спама и вирусов. Как правило, плагины можно загрузить с сайта разработчиков подобных модулей. В программе есть встроенный диспетчер почты для POP3-серверов.

### Безопасность
Программа обладает множеством средств для обеспечения безопасности переписки. Среди них:
- Защита почтового ящика паролем
- Шифрование почтовой базы
- Шифрование и подпись писем с помощью S/MIME и OpenPGP
- Блокировка подозрительных изображений
- Игнорирование скриптов и исполняемых кодов

### Сортировщик писем
В The Bat! можно настроить автоматическую сортировку писем по заданным параметрам. Программа способна пересортировать письма по отправителю, адресату, теме, тексту письма, тегам, размеру письма, приоритету, дате и другим параметрам. Среди доступных действий — перемещение, копирование, экспорт, печать писем, удаление, автоответ, создание напоминания, запуск внешнего приложения. Возможно создавать общие правила сортировки, действительные для нескольких почтовых ящиков.

### Виртуальные папки
Виртуальные папки упрощают работу с потоком писем. В The Bat! есть возможность создать виртуальные папки и при помощи фильтров настроить отображение нужных писем. Виртуальные папки содержат не письма, а ссылки на них. Таким образом, их использование позволяет не тратить место, создавая копии писем.

### Шаблоны
Доступны шаблоны оформления писем трех уровней: для отдельного контакта, для писем, созданных в определенной папке, и для писем, созданных в определенном ящике. В The Bat! есть и быстрые шаблоны, которые позволяют вставить в письмо фрагменты заранее набранного текста. Быстрые шаблоны могут быть общими для всех ящиков.

### Резервное копирование
Также в The Bat! есть возможность резервного копирования писем (в общем резервном файле или в отдельном для каждого почтового ящика) или папки, адресной книги и настроек по запросу пользователя или в автоматическом режиме по расписанию. При этом возможна защита резервной копии паролем и добавление комментариев.

### Права доступа
Для каждого почтового ящика можно установить администраторские и пользовательские права доступа. Администратор может ограничить права обычного пользователя в настройке программы и доступа к почтовым ящикам.

## Версии
1.0 бета, первая общедоступная версия, была выпущена в марте 1997 года. Она имела поддержку папок, фильтров сообщений, возможность просмотра HTML-писем без использования Internet Explorer. Также была специальная функция Mail Ticker — уведомления о новых сообщениях.
1.00 сборка 1310, первая стабильная версия, вышла в марте 1998.
В 1.32 был представлен новый HTML-движок собственной разработки. Версии до 1.31 использовали THtmlViewer от David Baldwin.
В версию 2.0 (сентябрь 2003) включены поддержка IMAP, простой HTML редактор, анти-спам- и антивирус-модули, а также поддержка импорта сообщений из Microsoft Office Outlook и Outlook Express
В версии 3.0 (сентябрь 2004) появилась возможность настраивать интерфейс, создавать виртуальные папки, биометрическая аутентификация и поддержка протокола MAPI для соединения с Microsoft Exchange Server
С версии 3.95 (декабрь 2006) программа стала поддерживать IPv6.
Версия 4.0 (февраль 2008) включает историю адресов, избранные настройки папок, URL-менеджер для изображений в HTML. Текстовый редактор The Bat! поддерживает Юникод, также имеется встроенный просмотрщик изображений.
В версии 4.1 (декабрь 2008) появились HTML-шаблоны, поддержка SOCKS-прокси. Ввод нового формата индексов сообщений позволил снять ограничения на объём почтовых баз.
В версии 4.2 (июнь 2009) появилась возможность отложенной отправки сообщений, с задержкой во времени или по расписанию.
В версии 4.2.36 (апрель 2010) увеличена скорость работы с папками и уменьшена загрузка CPU во время приёма почты по протоколу POP3.
В версии 5.0 (апрель 2011) улучшена поддержка протокола IMAP, появились новые всплывающие подсказки, информация о папке в разделе просмотра списка писем, загрузчик изображений, визуальное разделение строк списка писем на чётные/нечётные.
В версии 5.1 (апрель 2012) добавлен Inbox Analyzer, управление загрузчиком изображений, тэги сообщений, внедрена поддержка внешнего просмотрщика HTML-писем и Multi-SMTP (возможность быстрого переключения между разными SMTP-серверами).
В версии 5.3.4 (декабрь 2012) добавлена возможность быстрого ответа для просматриваемого письма (Quick reply), поддержка PGP v.10.
В версии 6.0 (ноябрь 2013) добавлена поддержка IDN — доменных имён, клиент полностью стал Unicode-приложением, добавлена версия для 64 битных операционных систем.
В версии 6.1 (декабрь 2013) добавлена поддержка протоколов безопасности SSL 3.0 и TLS 1.1.
В версии 6.2 (декабрь 2013) появился современный сводный режим просмотра папки.
В версии 6.3 (март 2014) добавлена встроенная поддержка RSS-каналов, протоколов skype://, callto:// и tel://.
В версии 6.5 (июль 2014) появился контекстный онлайн-справочник на русском языке, который можно вызвать нажатием клавиши F1.
В версию 6.6 (август 2014) включили поддержку технологии Windows Touch, оптимизировали обработку больших объемов данных и ускорили резервное копирование почты.
В версии 6.7 (октябрь 2014) добавлен автоматический выбор кодировки символов: программа самостоятельно определит, какая из кодировок является оптимальной и совместимой с программой, которой пользуется получатель, и применит её к тексту.
В версии 6.8 (март 2015) исправлены известные ошибки, а также повышена стабильность работы программы. Теперь существуют две версии программы: x86 и x64 битная. Редакция определяется активированным ключом.
В версии 7.0 (август 2015) появилась поддержка технологии синхронизации адресных книг CardDAV, а также протокола EWS для работы с MS Exchange Server 2007 и выше.
В версии 7.1 (январь 2016) появилась поддержка протокола OAuth 2.0 для Gmail и Mail.Ru.
В версии 7.2 (июль 2016) существенно повысилась скорость загрузки писем по протоколу POP3, улучшена работа редактора писем HTML и других компонентов программы.
В версии 7.3 (сентябрь 2016) появилась поддержка алгоритмов защиты информации, построенных на принципах эллиптических кривых (эллиптическая криптография) и совершенной прямой секретности (Perfect forward secrecy) в протоколах TLS/SSL.
В версии 8.0 (ноябрь 2017) программа научилась параллельно обрабатывать большое количество потоков, одновременно обращающихся к одним и тем же данным в памяти. 64-битная версия The Bat! для ускорения работы теперь использует набор инструкций AVX-512. Появилась поддержка мониторов 4K, а также улучшенное взаимодействие со средствами чтения с экрана и обновляемыми брайлевскими дисплеями/терминалами (для незрячих и слабовидящих пользователей). Улучшен редактор HTML. Полностью поддерживается режим написания текста справа налево для таких алфавитов, как арабский, еврейский, персидский и т. п. Повышен уровень безопасности хранения, загрузки и обработки данных конфигурации, что уменьшает риск потери каких-либо настроек.
В версия 9.3.2 Christmas Edition (декабрь 2020) появилась поддержка протокола авторизации OAuth 2.0 для почтовых сервисов Office365.com и Live.com
Версия 9.3.3 (январь 2021)
Сегодня существуют две версии лицензирования программы: Home и Professional. В версии Professional есть проверка орфографии, шифрование сообщений с помощью стандартов S-MIME и OpenPGP (есть встроенная реализация этих протоколов, но можно использовать и внешнюю), шифрование локальной базы данных (включая сообщения, настройки и адресную книгу) и биометрическая аутентификация.